# Nugaal
Nugaal er en officiel territorial enhed i det nordøstlige Somalia, hvor hovedbyen er Garoowe. Nugaal grænser op til Etiopien og de somaliske territoriale enheder Bari, Mudug og Sool samt Det Indiske Ocean.
8°21′29″N 48°43′7″Ø / 8.35806°N 48.71861°Ø